# Vårberg (tunnelbanestation)
Vårberg är en station inom Stockholms tunnelbana. Den trafikeras av röda linjen (T-bana 2) och ligger mellan stationerna Skärholmen och Vårby gård. Stationen ligger öster om Vårbergstorget i stadsdelen Vårberg och består av en plattform utomhus med entré från söder. Stationen ligger 12,6 kilometer från stationen Slussen och invigdes 2 december 1967. 

## Historik
Tunnelbanas byggnad ritades av arkitekten Hack Kampmann som kom att rita hela centrumanläggningen för Vårberg centrum som ligger i samma byggnadskomplex. Byggnaden har lovordats för sin internationella modernistiska arkitektur och är grönmärkt av Stadsmuseet i Stockholm vilket innebär att bebyggelsen anses vara ”särskilt värdefull från historisk, kulturhistorisk, miljömässig eller konstnärlig synpunkt”. Enligt Stadsmuseet utgör anläggningen ett tidigt, välbevarat och konsekvent genomfört exempel på ett inomhustorg med betydande stadsbyggnadshistoriska värden.
Den konstnärliga utsmyckning med mosaiktavlor föreställande mäns, kvinnors och barns händer är skapad av konstnären Maria Ängquist Klyvare och utfördes 1996.

## Bilder

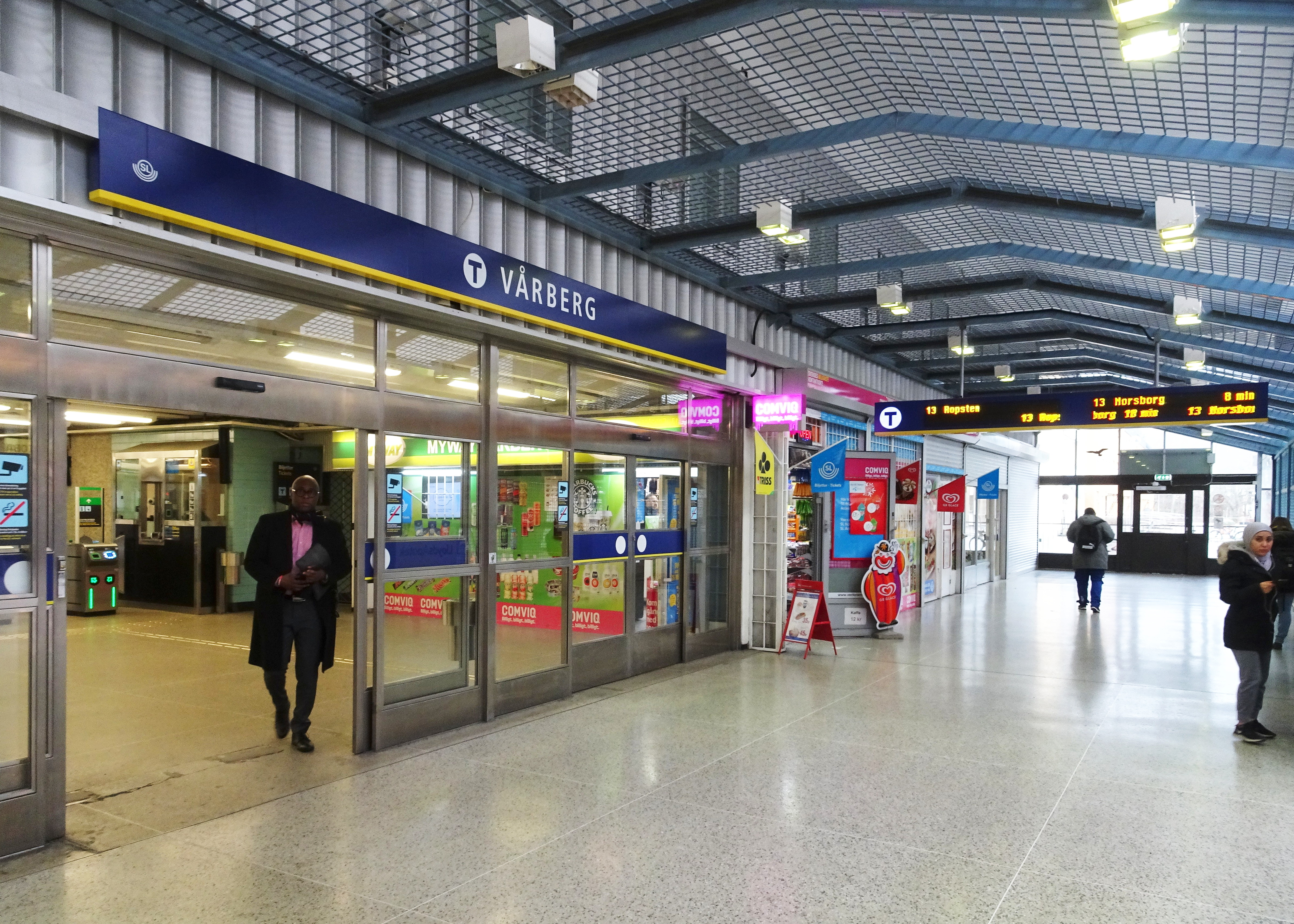
Biljetthallen ligger i anslutning till Vårbergstorget.
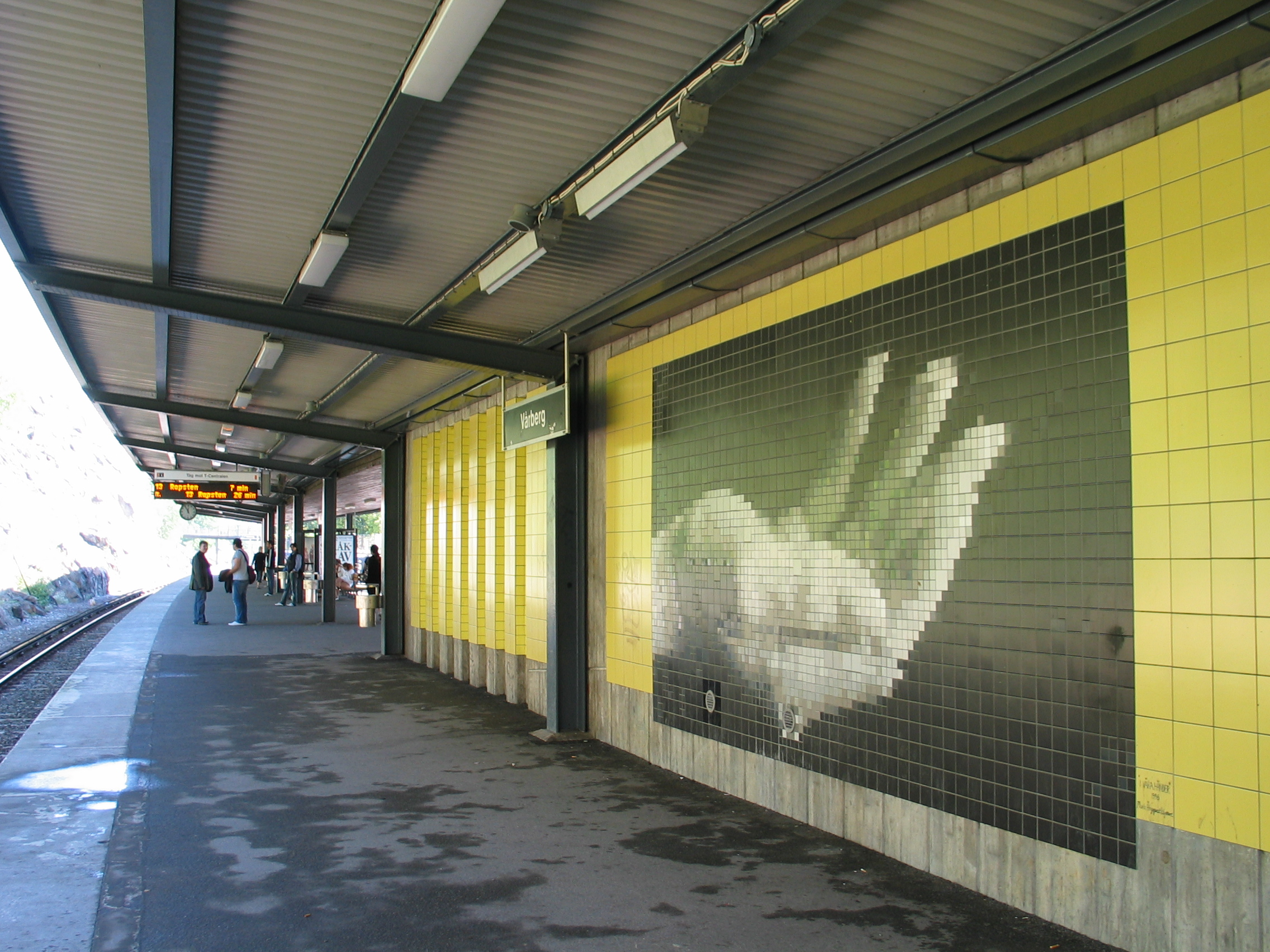
Perrongen med Maria Ängquist-Klyvares moasik.
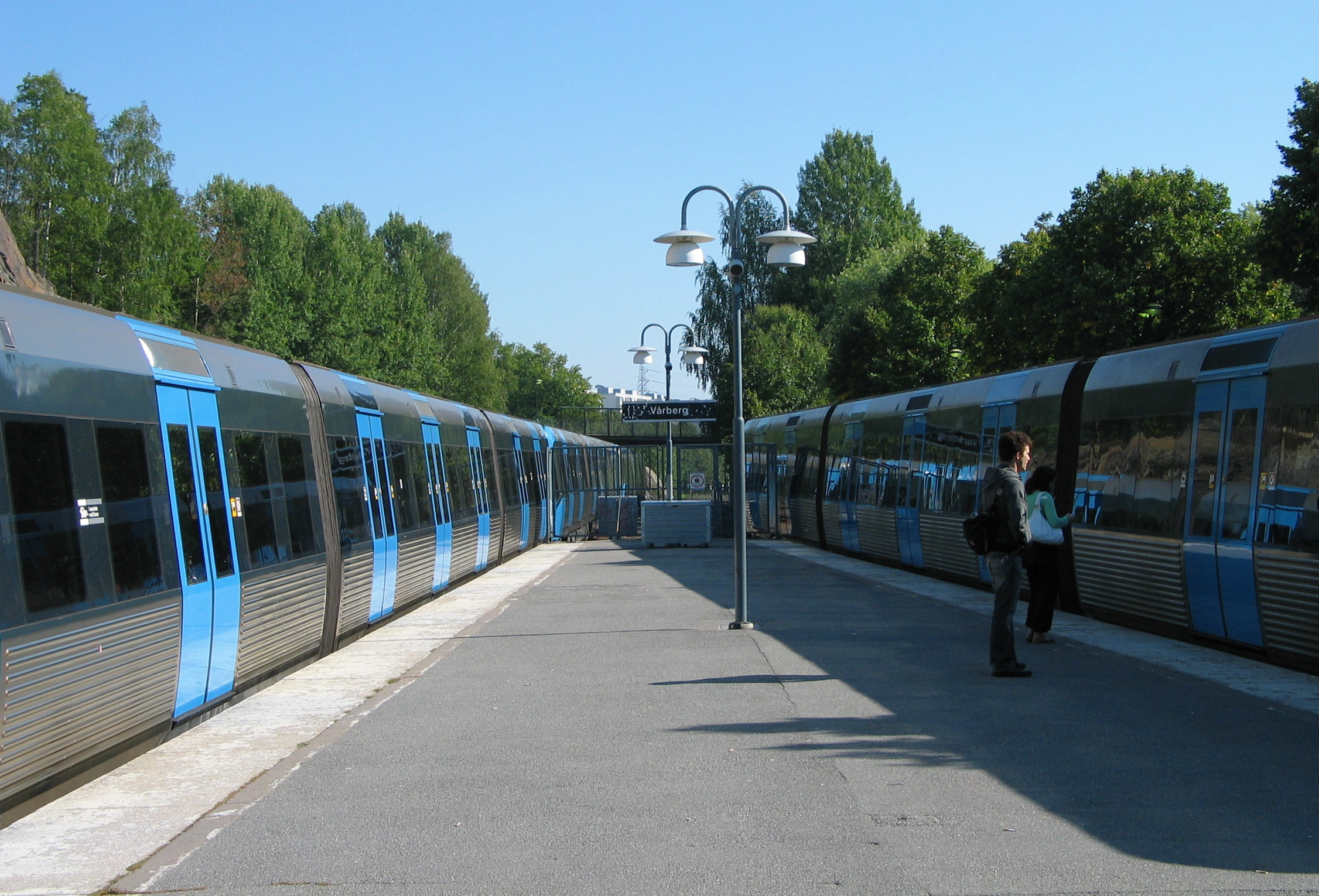
Perrongen.
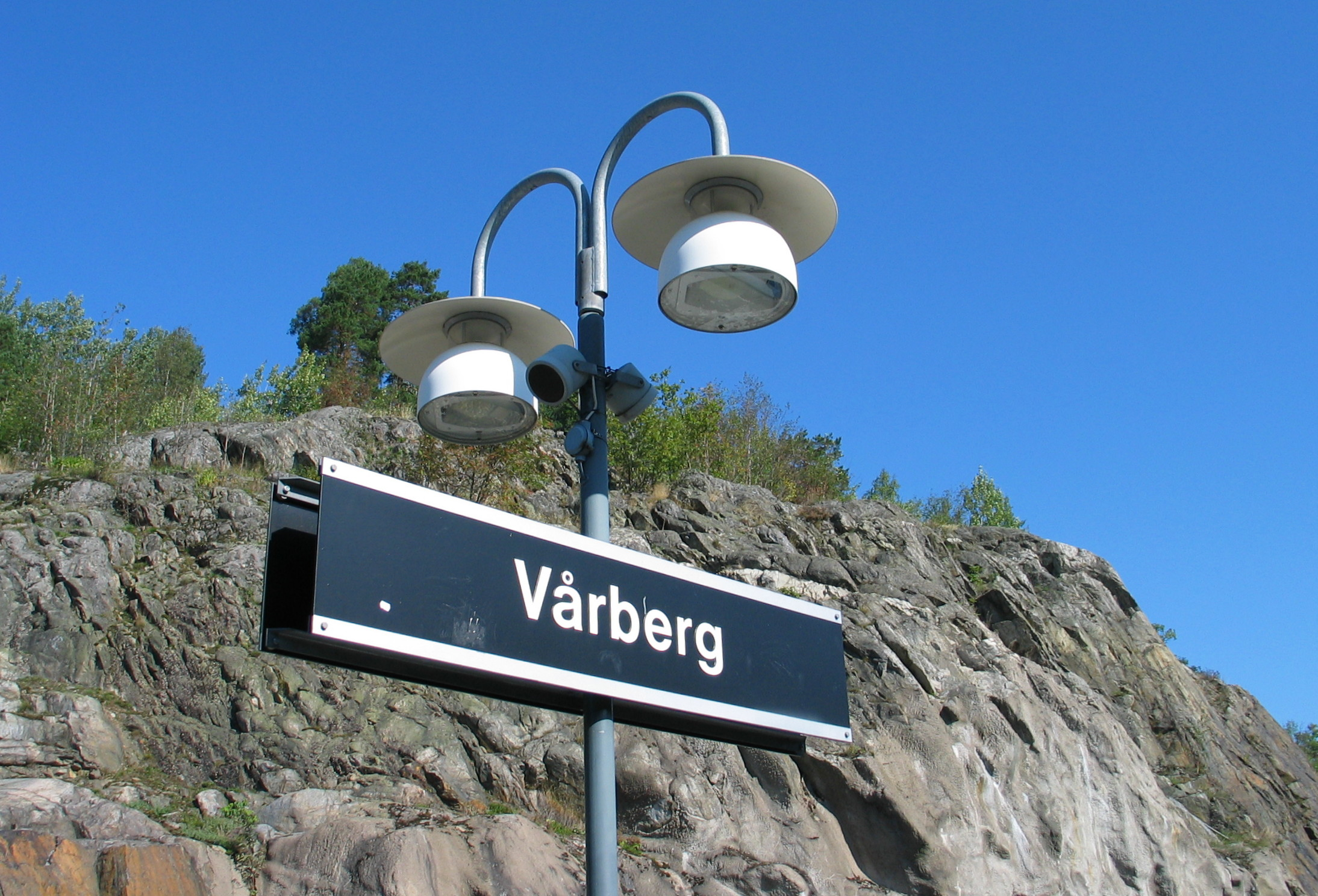
Stationsskylt.